# Somos el mundo
«Somos el mundo 25 por Haití» es una canción del 2010 y un sencillo caritativo grabado por el supergrupo hispanoamericano Artistas por Haití para obtener donaciones tras el Terremoto de Haití de 2010. La canción fue escrita por Emilio Estefan junto su esposa Gloria Estefan y el rapero Daddy Yankee. Es una adaptación al español de la canción de 1985 «We Are the World».

## Información
Emilio y Gloria Estefan, junto con Quincy Jones, Daddy Yankee y otros cantantes, unieron fuerzas con Univision para grabar una versión en español de «We Are the World» para ayudar con dinero a las víctimas del terremoto de Haití. Univision es el coproductor y distribuidor de la canción, la cual fue lanzada en marzo.
Esta versión fue grabada el 19 de febrero del 2010 en el American Airlines Arena en Miami. Olga Tañón fue la primera en poner su voz el 17 de febrero, dado que tenía previos compromisos pactados. La cantante dijo que fue asignada para interpretar la estrofa que le corresponde a Cyndi Lauper en la versión original de 1985.
Otros que participaron en grabaciones previas a la sesión fueron Chayanne; José Feliciano; José Luis Rodríguez, el Puma, y Belinda. Esta última no pudo viajar a Miami, por lo que su parte fue grabada en México.
El video musical fue estrenado el 1 de marzo de 2010 en el programa El show de Cristina.

## Participantes de Artists for Haiti
Conductores
- Gloria Estefan
- Quincy Jones

Solistas en orden de aparición (número de apariciones)
- Shakira

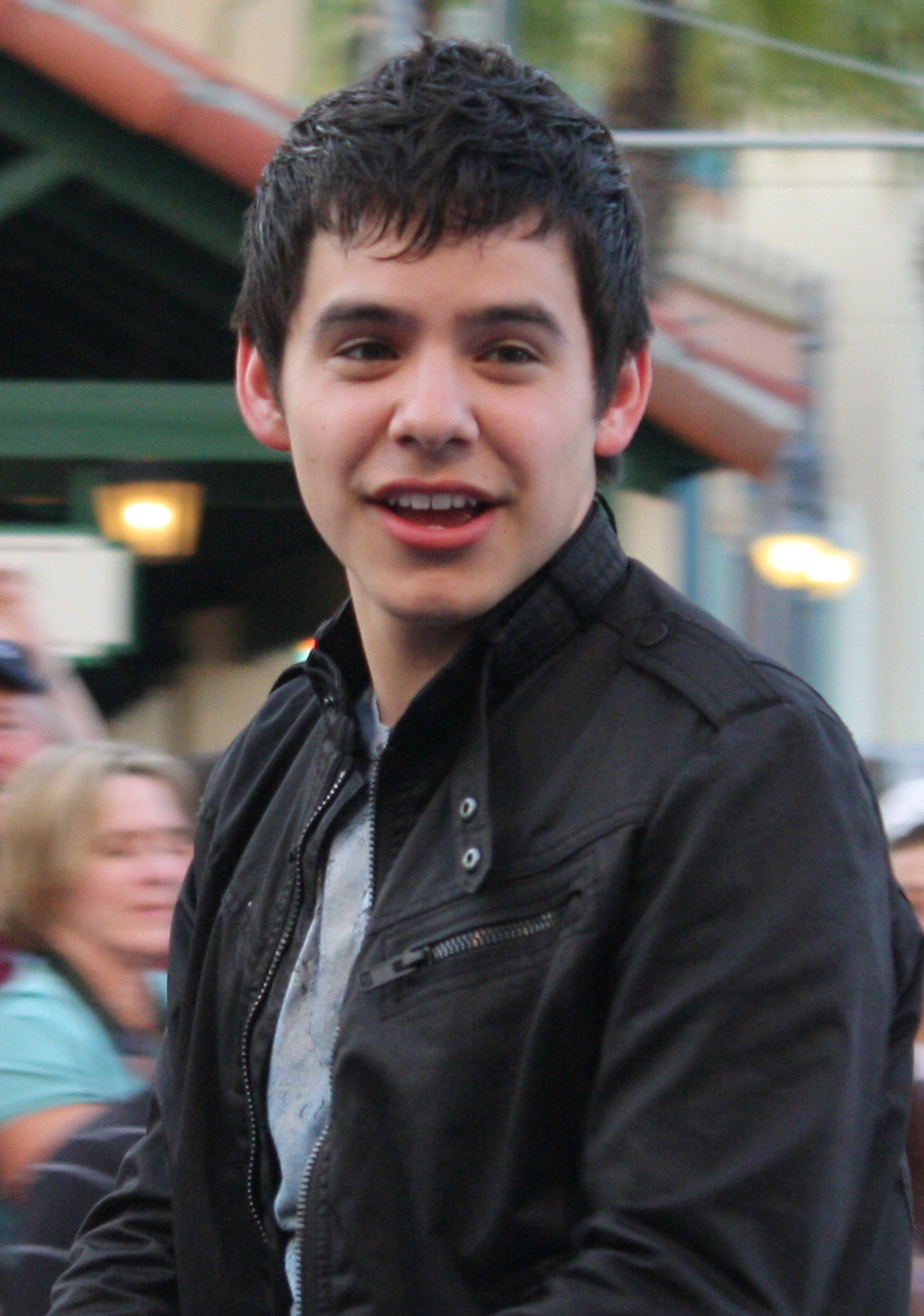
David Archuleta.

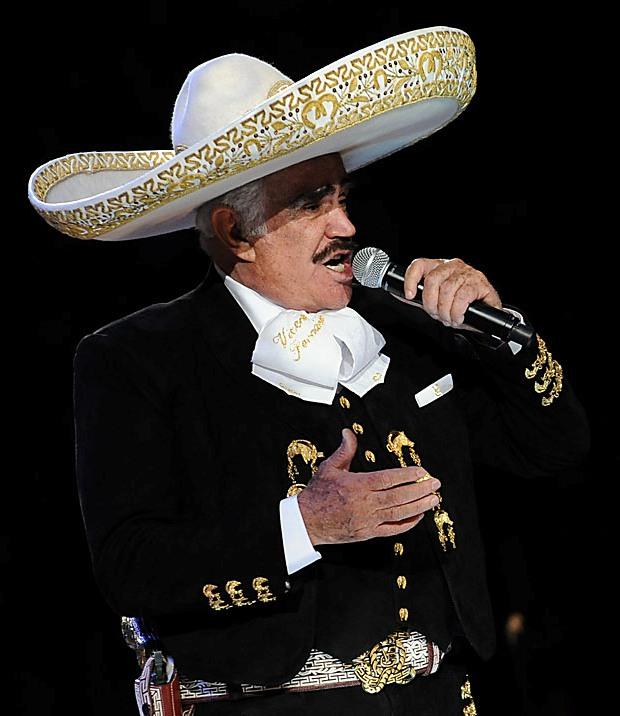
Vicente Fernández.

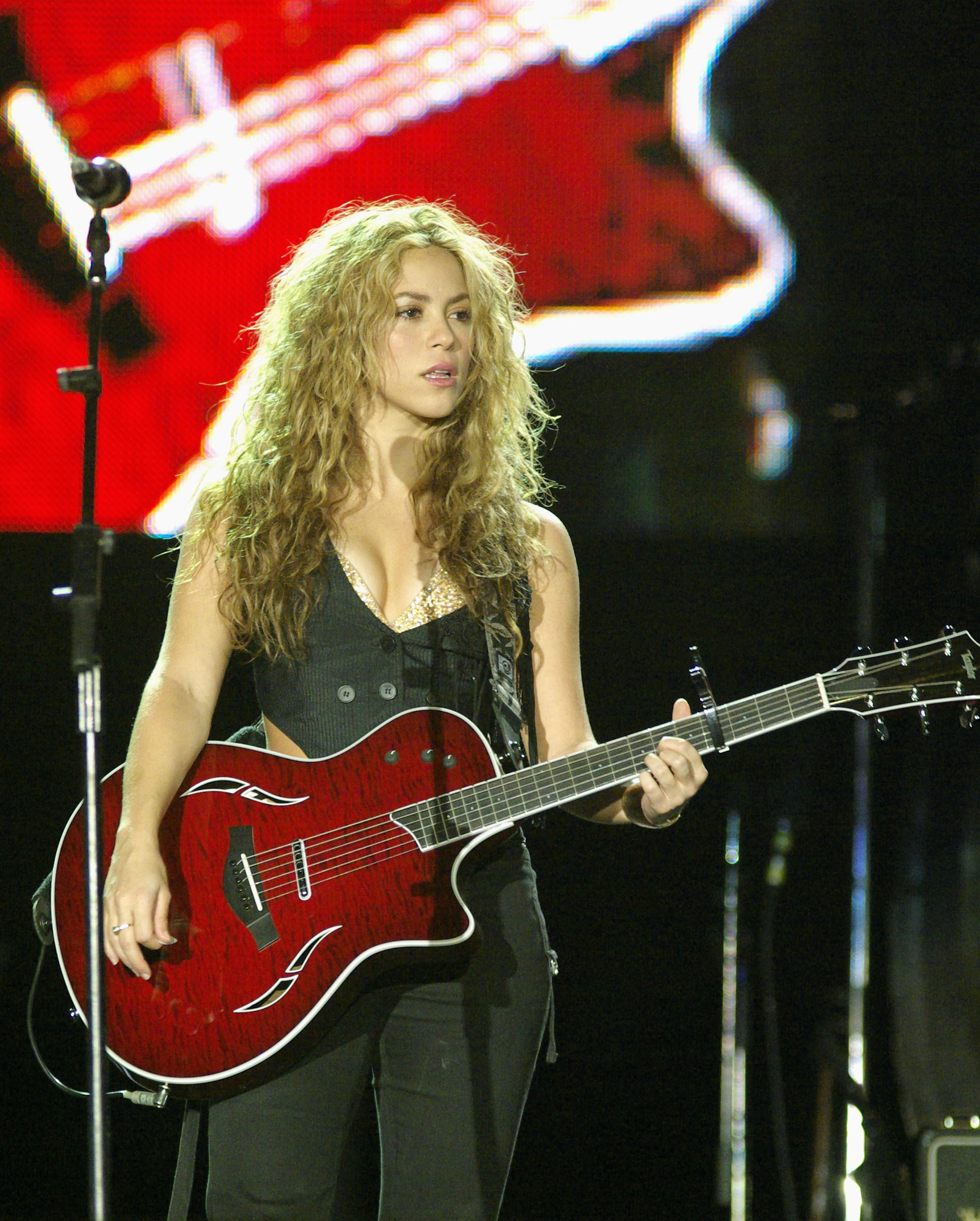
Shakira.

| - Juanes (2) - Ricky Martin (2) - José Feliciano (2) - Vicente Fernández - Luis Enrique (3) - Romeo Santos - Pee Wee (2) - Belinda (2) - José Luis Rodríguez, el Puma - Banda El Recodo - Thalía - Jenni Rivera - Tito el Bambino - Kany García (2) - Luis Fonsi (2) - Jon Secada (2) - Willy Chirino - Lissette - Ana Bárbara | - Gilberto Santa Rosa - Juan Luis Guerra - David Archuleta (3) - Cristian Castro - Ednita Nazario (4) - Paquita la del Barrio - Ricardo Montaner (3) - Gloria Estefan - Luis Miguel - Chayanne - Olga Tañón (2) - Natalia Jiménez (2) - Paulina Rubio (2) - Carlos Santana (en guitarra) - Melina León - Pitbull (rap) - Emily Estefan (en guitarra) (3) - Taboo (rap) - Daddy Yankee (reguetón) |

Coros

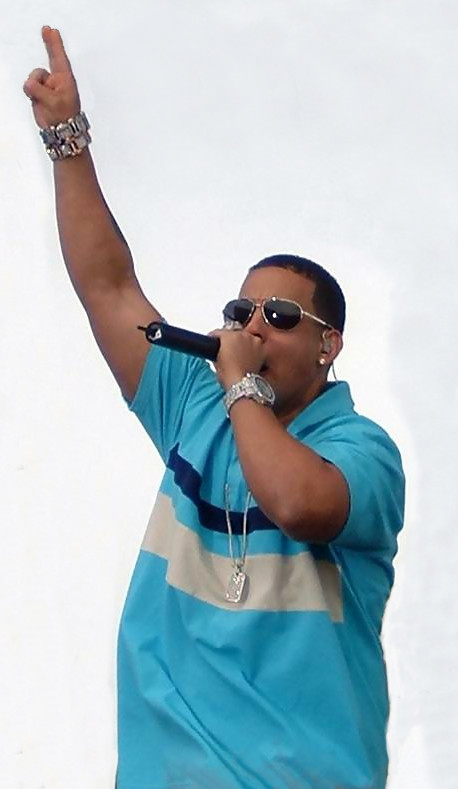
Daddy Yankee

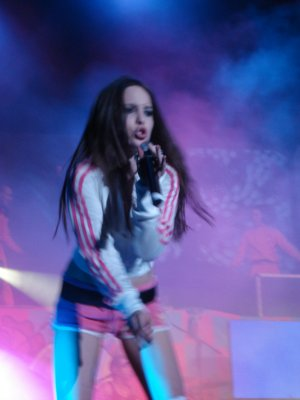
Belinda

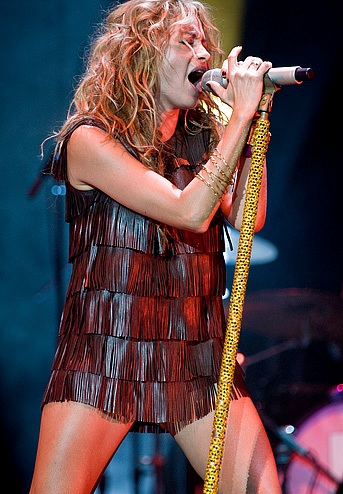
Paulina Rubio

| - Thomas Anders - Alejandro Lerner - Andrés Calamaro - Axel - Charly García - Coti Sorokin - Diego Torres - Fito Páez - Gustavo Cerati - Luciano Pereyra - Miguel Mateos - Miranda! - Noel Schajris - Patricio Rey y sus Redonditos de Ricota - Vicentico - Alberto Plaza - Americo - Beto Cuevas - Jorge González - Myriam Hernández - Nicole - Andrés Cabas - Carlos Vives - Fanny Lu - Fonseca - Jorge Celedón - Jorge Villamizar - Francisco Céspedes - Lena Burke - Rey Ruiz - Silvio Rodríguez - Héctor Acosta - Eddy Herrera - Johnny Pacheco - Sandy MC - Christina Aguilera - Alejandro Sanz - Álex Ubago - Amaia Montero - Amistades Peligrosas - Ana Torroja - Antonio Orozco - Camilo Sesto - David Bisbal - David Bustamante - Enrique Bunbury - Enrique IglesiasA - Joaquín Sabina - José Luis Perales - Julio Iglesias - Marta Sánchez - Miguel Bosé - Miguel Ríos - Mónica Naranjo - Plácido Domingo - Raphael - Rosana - Rosario Flores - Sergio Dalma - Ricardo Arjona - Andrea Bocelli - Eros Ramazzotti - Gianluca Grignani - Laura Pausini - Nek - Tiziano Ferro - Alejandra Guzmán - Alejandro Fernández - Aleks Syntek - Alicia Villarreal - Ana Gabriel - Anahí - Christian Chávez - Dulce María - Diego Verdaguer - Eiza González | - Emmanuel - Fey - Fher Olvera - Gloria Aura - Gloria Trevi - Jesse y joy - José José - Julieta Venegas - K-Paz de la Sierra - La Arrolladora Banda El Limón - Leonel Garcia - Los Tigres del Norte - Lucero - Luis Miguel - Lupillo Rivera - Marco Antonio Solís - Mario Domm - Natalia Lafourcade - OV7 - Pablo Montero - Pandora - Patricia Manterola - Paty Cantu - Pedro Fernández - Pepe Aguilar - Reik - Reyli Barba - Sergio Mayer - Saul Hernández - Yuri - Yuridia - Eddy Lover - Nigga - Gian Marco - Pedro Suárez Vertiz - Nidia Suarez Pereira - Calle 13 - Don Omar - MDO - R.K.M. & Ken-Y - Tito Nieves - Tommy Torres - Víctor Manuelle - Wisin & Yandel - Álvaro Torres - Jorge Drexler - Natalia Oreiro - A.B. Quintanilla - David Archuleta - Elvis Crespo - Huey Dunbar - Jaci Velasquez - Jencarlos Canela - Jennifer López - Kat DeLuna - Marc Anthony - Montéz De Durango - Carlos Baute - Chino & Nacho - Franco de Vita |

Notas
- A ^ También participó en «We Are the World 25 for Haiti».

## Lista de canciones
Descarga digital
1. «Somos el mundo 25 por Haití» — 9:22

Descarga digital
1. «Somos el mundo 25 por Haití» (canción) — 9:20
2. «Somos el mundo 25 por Haití» (video) — 9:22

## Posicionamiento
| Lista (2010)                    | Posición |
| ------------------------------- | -------- |
| iTunes Alemania Música Latina   | 16       |
| iTunes Bélgica Música Latina    | 14       |
| iTunes Canadá Música Latina     | 19       |
| iTunes España                   | 16       |
| iTunes España Música Latina     | 5        |
| iTunes Francia Música Latina    | 24       |
| iTunes Italia Música Latina     | 35       |
| iTunes Japón                    | 14       |
| iTunes Japón Música Latina      | 1 (x6)   |
| iTunes Luxemburgo Música Latina | 42       |
| iTunes México                   | 1        |
| iTunes México Música Latina     | 1        |
| iTunes Suiza Música Latina      | 14       |
| iTunes EE. UU. Música Latina    | 3        |
| España Top 50                   | 31       |
| Argentina Top 100               | 40       |
| Nicaragua Top 40                | 3        |